# Kamen Rider Gaim Gaiden
Gaim Gaiden (鎧 武 外, Gaimu Gaiden, "Gaim Side Story") - Kamen Rider Gaim Ngoại Truyện là các phần phim V-Cinema của Toei có nội dung xoay quanh các nhân vật trong Kamen Rider Gaim. Phần đầu tiên được phát hành vào ngày 22 tháng 4 năm 2015, và có sự tham gia của Yuki Kubota trong vai Takatora Kureshima - Kamen Rider Zangetsu và Yutaka Kobayashi trong vai Kaito Kumon - Kamen Rider Baron. Osamu Kaneda làm đạo diễn và kịch bản của bộ phim được viết bởi Jin Haganeya và Nobuhiro Mouri.

## Gaim Gaiden: Kamen Rider Zangetsu &Kamen Rider Baron

### Kamen Rider Zangetsu
Takatora Kureshima đang tiếp tục chuẩn bị Project Ark, điều đó có nghĩa là sự cứu rỗi của nhân loại với cái giá là nhiều sinh mạng. Takatora thác quyết tâm khi thấy điều này thông qua được đặt câu hỏi sau một cuộc trò chuyện với Kouta Kazuraba.
Trong khi đó, Đội quân Kurokage Yggdrasill đang bị tấn công bởi một Kỵ sĩ bọc thép vô danh. Người chăm sóc trước đây được thuê bởi gia đình Kureshima, Tōka Akatsuki, xuất hiện. Được nuôi dạy bởi một người cha nghiêm khắc, Takatora Hồi chỉ hỗ trợ trong những năm thơ ấu của mình là Tōka. Cả hai rất vui mừng khi gặp lại nhau, nhưng trong một nốt nhạc buồn khi anh em Kureshima biết rằng cha mình đã chết. Tuy nhiên, kẻ tấn công bí ẩn, sử dụng Ringo Lockseed, khiến Sid bị thương và Yoko phải phòng thủ. Rider bí ẩn đặt tầm nhìn của họ vào Mitsuzane Kureshima và Takatora mất Melon Energy Lockseed. Trong khi tìm kiếm manh mối, anh phát hiện ra sự thật về quá khứ của cha mình và biết rằng những người ở Cơ sở chăm sóc trẻ em Zawame đã bị khuất phục trước các thí nghiệm gây chết người để cho phép đi vào Helheim. Trong số danh sách những người trong trại trẻ mồ côi có Tōka và Takatora đặt một và một với nhau. Đối đầu với Tōka trong khi sử dụng Khóa dưa hấu do Ryoma Sengoku đưa ra, anh ta nói với Tōka rằng anh ta sẽ tiếp tục làm những gì anh ta tin tưởng, ngay cả khi anh ta từ bỏ mạng sống vì nó. Anh ta đánh bại Tōka sau khi lấy lại được Melon Energy Lockseed. Tuy nhiên, anh ta không thể giết Tōka do quá khứ của họ.
Tōka rút lui về trại trẻ mồ côi bị bỏ rơi, sau khi được Takatora tha thứ và không hiểu tại sao một người đàn ông tốt như Takatora lại mang tên Kureshima. Một thời gian ngắn, Tōka trải nghiệm các tác dụng phụ của Ringo Lockseed và biết rằng Ryoma Sengoku cũng được nuôi dưỡng tại trại trẻ mồ côi trước khi bị Ryoma giết, người đã kịp thời lấy lại Ringo Lockseed. Sau khi dọn dẹp cư dân Kureshima bằng Mitsuzane, Takatora bắt đầu nghĩ về lời nói của Kouta về việc cứu nhân loại mà không phải hy sinh, và có lẽ anh ta có thể sử dụng một trong những ảnh hưởng anh hùng của Kouta một chút.

### Kamen Rider Baron
Trong khi Kaito Kumon săn lùng Over Lord trong liên minh với Ryoma Sengoku, một hoàng tử nước ngoài tên Shapool đến thăm Zawame như một phần của cuộc kiểm tra. Shapool thấy Kaito giống hệt anh ta, có người sau bị an thần để anh ta có thể đổi chỗ với anh ta. Trong khi Kouta và các kỵ sĩ Beat bị nao núng trong "Kaito" thực sự mỉm cười trước khi anh ta đưa Mai đến Charmant, Kaito thực sự thấy mình bị một nhóm do quản gia Shapooline Alfred dẫn dắt. Alfred sau đó suy luận danh tính của Kaito, liên lạc với Oren để chăm sóc anh ta. Vào lúc Kaito tìm thấy Shapool, cả hai bị Alfred tấn công, kẻ đe dọa sẽ giết Shapool trong khi biến thành Kamen Rider Tyrant. Kaito bảo vệ Shapool và biết được câu chuyện của mình, cũng như chia sẻ câu chuyện của chính mình với hoàng tử. Sau khi phát hiện ra Alfred đã bắt Zack, Kaito đuổi theo Alfred. Khi cả hai bị biến đổi và chiến đấu với nhau lần lượt là Nam tước và Tyrant, Tyrant bất ngờ bị hủy hoại bởi Khóa năng lượng sở hữu sự thao túng của Helheim và trở thành Over Lord Inves.
Sau đó, Yoko đến và đưa cho Kaito chiếc Ringo Lockseed mà cô lấy từ Ryoma. Mặc dù đã cảnh báo rằng nó có thể biến anh ta thành Over Lord, Kaito sử dụng Lockseed để chiến đấu trở lại với Baron Ringo Arms và đánh bại Tyrant bằng Cavaliend Rider Kick trước khi phá hủy Ringo Lockseed. Cuối cùng, Shapool viết một lá thư cảm ơn Kaito vì đã cứu anh khỏi những mối đe dọa của Alfred và lấy những gì Kaito đã dạy anh, tin vào bạn bè và đấu tranh cho những gì là đúng, trước khi anh rời Zawame City để đoàn tụ với cha mình. Kaito đến ngôi mộ của cha mẹ mình tại một nghĩa trang, và sau đó bước ra ngoài khi những bông hoa được để lại trên ngôi mộ của cha mẹ anh. Tuy nhiên, mặc dù lúc đó anh không trở thành Overlord, sự kiện vẫn nằm trong tương lai của Kaito.

### Diễn viên

#### Kamen Rider Zangetsu
Takatora Kureshima (Kureshima Takatora): Yuki Kubota (Kubota Yūki)
Tōka Akatsuki (Akatsuki Tōka): Sayuri Iwata (Iwata Sayuri)
Mitsuzane Kureshima (Kureshima Mitsuzane): Mahiro Takasugi
Takatora Kureshima (tuổi teen): Ryūto
Mitsuzane Kureshima (con): Wataru Nishioka (Wataru Nishioka, Nishioka Wataru)
Tōka Akatsuki (tuổi teen): Ai Uchida (Ai Uchida, Uchida Ai)
Sid (Sid, Shido): Kazuki Namioka (Namioka Kazuki)
Amagi Kureshima (Kureshima Amagi): Minori Terada (Terada Minori)

#### Kamen Rider Baron
Kaito Kumon (Kaimon, Kumon Kaito), Shapool (Shapūru): Yutaka Kobayashi (Yutaka Kobayashi, Kobayashi Yutaka)
Alfred, Arufureddo: Gamon Kaai
Mai Takatsukasa (Ông Takatsukasa): Yuumi Shida (Yumi Shida)
Zack (Zakku): Gaku Matsuda (Gaku Matsuda, Matsuda Gaku)
Peko: Saku Momose (Momose Saku)
Hideyasu Jonouchi: Ryo Matsuda (Ryo Matsuda, Matsuda Ryou)
Oren Pierre Alfonzo: Ōren Pi Yoshiru Arufonzo): Kim loại Yoshida
Cha của Kaito: Akira Matsushita
Mẹ của Kaito: Keiko Takemitsu (Keiko Takemitsu, Takemitsu Keiko)
Kaito Kumon (con): Kurando Katayama
Cả Kamen Rider Zangetsu và Kamen Rider Baron
Ryoma Sengoku (Sengoku Ryouma): Tsunenori Aoki (Genki Aoki, Aoki Tsunenori)
Yoko Minato (Yoko Minato, Minato Yōko): Minami Tsukui (Minami Tsukui, Tsukui Minami)
Kouta Kazuraba (Kazuraba K 汰 ta): Gaku Sano (Sano Gaku)
Giọng nói thiết bị điều khiển sengoku (sengoku Doraibā Kanren Aitemu Onsei): Seiji Hiratoko (Hiratoko Seiji)
Giọng nói thiết bị điều khiển Genesis (Giọng nói liên quan đến trình điều khiển Genesis, Geneshisu Doraibā Kanren Aitemu Onsei): Shin-ichiro Miki (Shinichiro Miki, Miki Shinichirō)

### Âm nhạc
"Ánh sáng mong ước của tôi"
Lời bài hát: Shoko Fujibayashi
Thành phần: Ryo (của defspirus)
Sắp xếp: Ryo (của defspirus), Junichi "IGAO" Igarashi
Nghệ sĩ: Mai Takatsukasa (Yuumi Shida)
"Thế giới chưa hoàn thành"
Lời bài hát: Shoko Fujibayashi
Thành phần và sắp xếp: Ryo (của defspirus)
Nghệ sĩ: Kaito Kumon (Yutaka Kobayashi)

## Gaim Gaiden: Kamen Rider Duke & Kamen Rider Knuckle

### Kamen Rider Duke
Lấy bối cảnh trước các sự kiện của Kamen Rider × Kamen Rider Gaim & Wizard: The Fateful Sengoku Movie Battle, Ryoma Sengoku tiếp tục nghiên cứu về các Trình điều khiển sengoku cùng với Takatora Kureshima. Takatora nghĩ rằng cuộc sống của nhân loại là ưu tiên chính của họ, nhưng Ryoma không thích cách nghĩ của anh ta về việc tăng sản xuất Trình điều khiển sengoku, với chi phí là ưu tiên chính hơn là hiệu quả. Trong khi đó, Sid và Yoko điều tra các vụ tấn công tự sát đang diễn ra đối với nhân viên của Tập đoàn Yggdrasill. Chủ mưu của những sự cố này là giáo phái Black Linden, dẫn đầu bởi đồng nghiệp cũ của Ryoma, Kugai Kudo, người được cho là đã chết trong một vụ tai nạn thử nghiệm của Trình điều khiển sengoku. Ryoma phải tìm ra cách để ngăn chặn Kudo một lần và mãi mãi, trong khi vẫn cố gắng hoàn thiện phiên bản thế hệ tiếp theo của Trình điều khiển sengoku. Anh và Takatora chiến đấu với Kudo với tư cách là Kamen Rider Duke và Kamen Rider Zangetsu, người chiến đấu với họ là ác nhân Kamen Rider Saver, và sau khi đánh bại anh ta, Ryoma sau đó sử dụng công nghệ của mình để hoàn thiện Genesis Driver và vũ khí Sonic Arrow của anh ta, mà anh ta sử dụng chống lại hồn ma của Kudo để tiễn đưa anh ta một lần và mãi mãi.

### Kamen Rider Knuckle
Lấy bối cảnh sau các sự kiện của Kamen Rider × Kamen Rider Drive & Gaim: Movie War Full Thr Thr, đã một năm kể từ khi Kouta và Mai rời khỏi Trái đất và Kaito chết, và hòa bình lại trở lại thành phố Zawame. Zack khởi hành đến New York để tham gia một cuộc thi nhảy, để Peko phụ trách Team Baron. Tuy nhiên, khi đến New York, chị gái của Peko gọi Zack để nói với anh rằng Peko đã bị bắt cóc bởi Shura, một thành viên của Đội Baron, người mà Kaito đã đuổi ra vì không tuân theo lý tưởng của đội. Zack trở lại Zawame để chiến đấu với Shura, người có thể biến thành Kamen Rider Black Baron, nhưng Zack được trao một Trình điều khiển sengoku mới và bộ Locksebed từ Mitsuzane để chiến đấu một lần nữa với tư cách là Kamen Rider Knuckle, nhưng lần này là Jimber Marron Arms mạnh hơn.

### Diễn viên
Ryoma Sengoku: Tsunenori Aoki
Takatora Kureshima: Yuki Kubota
Yoko Minato: Minami Tsukui
Sid: Kazuki Namioka
Kugai Kudo (Kudou Kugai): Jun Toba (Jun Toba, Toba Jun)
Kamen Rider Knuckle
Zack: Gaku Matsuda
Peko: Saku Momose
Azami: Maari
Mitsuzane Kureshima: Mahiro Takasugi
Mai Takatsukasa: Yuumi Shida
Hideyasu Jonouchi: Ryo Matsuda
Ryoji Hase (Hase Ryoji, Hase Ryōji): Atsushi Shiramata (Atsushi Shiramata, Shiramata Atsushi)
Chucky (Chacky, Chakkī): Kanon Hanakage (Hanakage Kanon, Hanakage Kanon, Lucky Color's)
Rica (Rika, Rika): Miina Yamakawa (Mikawa Yamakawa, Yamakawa Miina, Lucky Color's)
Ozawa (Ren Ozawa)
Oren Pierre Alfonzo: Yoshida
Kaito Kumon: Yutaka Kobayashi
Shura: Ryusuke Nakamura (Ryusuke Nakamura, Nakamura Ryūsuke)
Giọng nói của sengoku driver: Seiji Hiratoko
Giọng nói Genesis: Shin-ichiro Miki

### Âm nhạc
"Nhảy với tôi"
Lời bài hát: Shoko Fujibayashi
Thành phần: Chikara Gonohe
Sắp xếp: ats-
Nghệ sĩ: (Zack, Peco, & Kaito Kumon) (Gaku Matsuda, Saku Momose, & Yutaka Kobayashi)